# Не в своей тарелке (фильм, 1986)
«Не в своей тарелке» (англ. Off Beat) — кинофильм.

## Сюжет
Работа Джо Гоуэра состоит в том, чтобы скользить между библиотечных полок, принося книги. Его друг полицейский должен участвовать в благотворительном танцевальном представлении. Гоуэр соглашается занять его место в шоу, изображая из себя полицейского. На представлении он влюбляется в женщину-офицера и вступает в различные столкновения с мужчинами-полицейскими и мошенниками. И он танцует.